# Сантьяго-дель-Эстеро (город)
Сантьяго-дель-Эстеро — город в Аргентине, столица одноимённой провинции. Основан город 25 июля 1553 года. Население города по итогам переписи 2001 года, составляет 230 614 человек. Средняя высота города 187 метров. Расстояние от Буэнос-Айреса 1042 км.
Почтовый индекс — 4200. Телефонный код — +54 0385.

## Города-побратимы
- Сучжоу (Китай)
- Талавера-де-ла-Рейна (Испания)
- Тариха (Боливия)
- Хама (Сирия)
- Санта-Крус-де-ла-Сьерра (Боливия)
- Копьяпо (Чили)